# Rainer Schönfelder
Rainer Schönfelder, né le 13 juin 1977 à Wolfsberg, est un skieur alpin autrichien, spécialiste du slalom.

## Palmarès

### Jeux olympiques
- Jeux olympiques de 2006 à Turin (Italie) :
  -  Médaille de bronze en Combiné.
  -   Médaille de bronze en Slalom.

### Championnats du monde
- Championnats du monde de 2005 à Bormio (Italie) :
  -  Médaille d'argent en Slalom.
  -  Médaille d'argent par équipes.

### Coupe du monde
- Meilleur classement au Général : 10e en 2004.
- Vainqueur du classement de Slalom en 2004.
- 5 succès en course (5 en slalom)
- 22 Podiums

#### Saison par saison
- Coupe du monde 2000 :
  - Slalom : 1 victoire (Todtnau (Allemagne))
- Coupe du monde 2002 :
  - Slalom : 1 victoire (Kitzbühel (Autriche))
- Coupe du monde 2003 :
  - Slalom : 2 victoires (Park City (États-Unis), Shiga Kogen (Japon))
- Coupe du monde 2004 :
  - Slalom : 1 victoire (Adelboden (Suisse))

(État au 28 février 2008)